# Fertiberia
Fertiberia ist der größte Düngemittelhersteller Spaniens mit einem Marktanteil von 75 %. Im Jahr 2000 errichtete er die größte Schwefelsäure-Anlage Europas mit einer Kapazität von 800.000 Jato in Huelva. Weitere Standorte befinden sich in Palos de la Frontera, Puertollano, Sagunto und Tresona/Avilés.
Im Industriegebiet Valle de Escombreras bei Cartagena stellt die Tochtergesellschaft Química del Estroncia Strontiumsalze her. Die algerische Tochtergesellschaft Fertial betreibt zwei Düngerwerke in Annaba und Arzew. Zusammen mit Sonatrach errichtet Fertiberia eine Ammoniakanlage mit 1,1 Mio. jato (Bahia Fertilizer).
Aus der Konsolidierung verschiedener INI-Besitzungen entstand 1972 die Empresa Nacional de Fertilizantes, S.A. (Enfersa). Sie wurde Ende 1989 privatisiert und 1993 für einen symbolischen Euro an Freeport verkauft. 1997 übernahm die Grupo Villar Mir Fertiberia. Im Februar 2020 wurde das Unternehmen an die Private-Equity-Gesellschaft Triton Partners veräußert.